# J2 (남성 듀오)
J2는 간종욱과 간종우로 구성된 그룹이다.

## 데뷔 곡
2010년 7월 1일의 데뷔 곡은 행방불명이란 곡으로 전화기만 보고이란 곡이다